# Laevipilina theresae
Laevipilina theresae är en blötdjursart som beskrevs av Schrödl 2006. Laevipilina theresae ingår i släktet Laevipilina och familjen Laevipilinidae.
Artens utbredningsområde är Södra Ishavet. Inga underarter finns listade i Catalogue of Life.